# Gothic II Návraty
Gothic II Návraty [Возвращение] je neoficiální datadisk od ruského T&G mod týmu pro počítačovou RPG hru Gothic II, nicméně vyžaduje i oficiální datadisk Noc Havrana. Návraty byly poprvé vydány v Rusku 29. února 2008.

## Vydání a distribuce
Ruská verze datadisku byla poprvé zveřejněna 29. února 2008 na tamních fanouškovských stránkách. Jako jediný velký neoficiální datadisk pro hru Gothic II si ihned získal velkou popularitu u fanoušků. Kvůli množství chyb ve hře byl 25. prosince 2008 vydán první opravný patch. Druhý patch nebyl do dneška (5.8.2012) vydán. Autoři v něm slibují dvě nové lokace, vyvážení hry, opravu chyb a přidání dalších úkolů. Pro ruskou verzi 1.10 byla vydána angličtina. Nyní se souběžně pracuje také na německé a české lokalizaci. Obě jsou k 5.8.2012 téměř hotové.

## Příběh
Po událostech z prvního dílu a porážce Spáče je bezejmenný hrdina uvězněn pod hromadou suti z rozpadajícího se chrámu. Až po třinácti dnech se podaří mágovi Xardasovi teleportovat hlavního hrdinu do jeho nové věže. Slabého a vyčerpaného, ale živého. Svět na ostrově Khorinis se mezitím změnil. Bariéra padla a všichni trestanci se tak rozutekly po celém ostrově. Někteří drancují obchodní cesty, jiní nalezli podporu u farmářů, kterým už došla trpělivost s vysokými královskými daněmi. Do toho všeho zoufalý král Rhobar II. posílá na ostrov sto svých elitních paladinů, aby se postarali o zásobování rudou, kterou království nutně potřebuje ve válce proti skřetům. Skřeti jsou si tohoto strategického místa vědomi a tak posílají na ostrov také část své armády. Na ostrově je tak nyní velmi nebezpečno. Nepomáhá tomu ani fakt, že se v poslední době v některých částech světa vyskytuje enormní počet nemrtvých.
Hned po Xardasově záchraně se bezejmenný hrdina setkává s tajemnou organizací strážců, kteří mají ještě tajemnější plány. Také od Xardase zjišťuje, že se ještě bude muset vrátit do Spáčova chrámu pro legendární meč Urizel, který tam zanechal. Xardas se také domnívá, že na Khorinis přilétli draci a že za tím vším bude něco víc. Jediná možnost jak to ale od nich zjistit, vede přes Innosovo oko - pradávný artefakt, který přinutí draky mluvit. Nepřítel má ale o tento artefakt také zájem a rozhodně ho nebude lehké získat. Hrdina tak má před sebou nelehké úkoly. Zahnat síly zla, vyřešit záhadu dávno zapomenutého města, odhalit plán strážců a zmařit skřetí invazi...

## Prostředí
Hráč se celou hru nachází na ostrově Khorinis, který je součástí válkou zmítaného království Myrtana. Ostrov je z technických důvodů rozdělen na 23 navzájem propojených lokací. Jako je u této série zvykem, už od začátku má hlavní hrdina hry možnost jít v podstatě kamkoliv. Příběhové bariéry jsou tvořeny přirozeně, jako například nefungující teleport, nebo příliš silný nepřítel v kaňonu. Ostrov Khorinis je velmi pestrý. Setkáte se na něm s bujnými lesy, bažinami, vyprahlou pouští, starodávnými ruinami, polární oblastí a dokonce hrdina zavítá i na okolní ostrovy a do prastarých chrámů nebo složitých jeskyních systémů. Na Khorinisu se nachází také jedno stejnojmenné město a několik farem, hradů, vesnic, táborů a dokonce tu mají svůj klášter mágové ohně.

### Město Khorinis
Khorinis je jediné obydlené město na stejnojmenném ostrově. V království je známé především díky magické rudě, která se těží v tamních dolech a je z městského přístavu vyvážena do Myrtany. Město bylo postaveno na chráněné zátoce olemované skalami a malými ostrůvky. Je tak velmi dobře kryto proti případným nájezdům pirátů nebo skřetů a zároveň je správné vplutí do přístavu oříšek pro nejednoho kapitána. Moře okolo Khorinisu je tak plné vraků s poklady. Z druhé strany chrání Khorinis horský masiv a samotné město je ohraničeno velkými hradbami a funguje v něm důmyslný obranný systém. Na pořádek ve městě dohlížejí příslušníci městské stráže. Obranu města mají nyní na starosti paladini v čele s Lordem Hagenem. Může za to aktuální válka se skřety, která se přesunula i na ostrov kvůli velkým zásobám magické rudy - velké strategické výhody království v boji se skřety.
Město je rozděleno do tří hlavních čtvrtí. Radnice a domy bohatých měšťanů se nachází v horní čtvrti, která je přístupná pouze právoplatným občanům města. Čtvrť je velmi dobře udržována a na správný chod tu dohlížejí pouze vysoce postavení členové městské stráže. Hlavní část města zabírá dolní čtvrť. Je tu velké tržiště, vyhlášená hospoda, velký hotel, na Šibeničním náměstí se o zábavu stará hudební skupina In Extremo, je tu také kaple mágů vody a v Obchodní ulici lze zase najít většinu mistrů, kteří také přispívají do obchodu ve městě. Je tu například tesař Thorben, kovář Harad, výrobce luků Bosper nebo vyhlášený alchymista Constantino. Své mohutné a dobře střežené sídlo tu má také městská stáž. Na Obchodní ulici se napojuje ulice Přístavní, která vede středem přístavní čtvrti. Kvůli válce a pirátům je nyní přístav téměř bez lodí a dříve největší obživa místní pracovníků - magická ruda už nyní nikoho nezaměstnává. Stále je tu několik rybářů a obchodníků, Garvel tu má svou dílnu na výrobu lodí, lze tu najít také kováře a alchymistu. Velký sklad surovin už nyní není skoro vůbec využíván. Večer se většina pracovníků baví v místní hospodě. Také je tu Červená Lucerna, vyhlášený podnik, kde lze za 50 zl. strávit noc s milou společnicí. Město má také velmi slušný kanalizační systém. Nikdo v něm už ale roky nebyl...
Město má kolem 200 obyvatel, ale vlivem neustálých vražd a nových návštěvníků se tento údaj neustále mění. Starostou města je Larius, hlavní slovo tu má ale paladin a generál Lord Hagen. Velitel místní stráže je Lord Andre. Ten má ale v poslední době neustále problémy s místními zloději a dostali s k němu i zprávy o cechu vrahů. Na klidu mu ani nepřidává fakt, že bylo v poslední době kolem města viděno několik skřetů. Kromě nich také drancují okolí města bandité. Většina měšťanů věří v Innose, někteří pak díky Vatrasovým kázáním na Chrámovém náměstí v Adanose. Žen je ve městě mnohem méně než mužů.

### Onarova farma
Onarova farma je suverénně největší farma na celém ostrově. Leží na úrodné půdě kousek od města. Je tvořena velkou hlavní budovou, stodolou, krčmou a velkými poli. Součástí farmy je i malá kaplička zasvěcená Innosovi a větrný mlýn. Majitelem farmy je Onar, kterého už nebavilo neustále odvádět vysoké daně království. S pádem magické bariéry využil příchod spousty zdatných bojovníků - bývalých trestanců, které si najal na ochranu své farmy před skřety a hlavně před královskými vymahači daní. O výzbroj se žoldákům stará velmi zkušený kovář Bennet, který si hned vedle krčmy zařídil malou kovárnu. Hlavní příjmy farmy jdou z chovu ovcí, pěstování obilí a pravidelných daní z okolních farem.

### Tábor bratrstva
Za dob magické bariéry tábor přisluhovačů arcidémona Spáče, nyní tábor přisluhovačů temného boha Beliára. Ten využil slabé mysli některých obyvatel tábora a přinutil je k jeho uctívání. Nejlepší z nich se pak stávají pátrači. Tábor leží u moře v Hornickém údolí, je ale vystavěn na obří bažině v hustém lese velmi starých stromů. Většina domů je kvůli bažině umístěna v korunách těchto stromů. Centrum města tvoří chrám Spáče vytesaný do útesu tyčícího se nad táborem. Nyní je chrám pravděpodobně vysvěcen Beliárovi. Obrana tábora není nijak zvlášť řešena. Útoky z moře zpomalí bažina a z vnitrozemí je zase tábor obklopen skalami a samotný vchod je dobře hlídaný. Do tábora mají nyní vstup povolen pouze přisluhovači Beliára.

### Hrad v Hornickém údolí
Tento hrad se nachází na strategickém místě uprostřed Hornického údolí. Byl zřejmě postaven kvůli velkým nalezištím magické rudy v okolí. V době magické bariéry bylo kolem něj navíc mnoho přístaveb pro kopáče a celý hrad měl ještě vnější opevnění. S pádem magické bariéry ale většina pracovníků odešla. Navíc na hrad zaútočili draci a většina vnějšího opevnění lehla popelem. Samotný hrad je nyní pod kontrolou královské posádky. O jeho udržení se pokouší asi 50 ozbrojenců a paladinů, další se pak snaží o akce proti skřetům na nepřátelském území a nebo střeží doly a dohlíží na těžbu magické rudy. Hrad je totiž obléhán skřetí armádou a posádce dochází proviant. Hradní kapitán je Garond a se svými poradci Orikem a Parcivalem se neustále snaží najít řešení této bezvýchodné situace.
Hrad měl dříve velké vězení. To se ale nechalo kvůli hrozbě skřetího podkopání do hradu zasypat. Provizorní vězení bylo vytvořeno vedle brány do hradu. Sedí v něm hlavně dezertující kopáči. Naproti hradní bráně je velký dům, kde sídlí kapitán a jeho poradci. Je tu také menší kuchyně a zbrojnice. Vedle je pak svatyně mágů ohně. Dnes už téměř nevyužívaná. Na hradě je také malá kovárna a sklad surovin včetně magické rudy. Hrad je obehnán silnými hradbami a na jednom jejich cípu je velmi vysoká věž.

### Hornické údolí
Zhruba uprostřed ostrova Khorinis se nachází rozlehlé údolí a protože jsou zde obrovská naleziště magické rudy, důležité suroviny pro království, každý mu říká Hornické údolí. Na jedné straně údolí jsou útesy, které se tyčí vysoko nad moře, zbytek je obehnán vysokými Khoriniskými horami. Uprostřed údolí stojí hrad, kousek od něj se nachází aktivní sopka (dříve klášter mágů), celým údolím také protéká řeka vlévající se později do moře. Na pobřežní části se nachází dávno nevyužívaný maják. Z jedné jeho strany se u moře rozkládá velká bažina, ve které je bývalý tábor bratrstva. Členové tohoto hnutí si ale postavili nový tábor na levé straně od majáku na troskách starého kláštera. Kousek od nich na pobřeží si také skřeti zřídili provizorní přístav pro výsadek své armády. Celou oblast pro jistotu ohraničili velkou dřevěnou palisádou. Vedle tábora bratrstva mají skřeti svůj hřbitov, dnes už spíše využívaný na rituální obřady. Po řece o kousek dál stojí vysoko v horách velká pevnost. Dnes slouží pouze jako sídlo pro jednoho z draků. Opodál je horské jezírko se starou Xardasovou věží. Jeho novější věž je o kousek vedle. Nachází se tam také jeden z menších dolů s rudou. Hned vedle něj je pak bývalé skřetí město se vstupem do stále aktivního Spáčova chrámu. Nad touto oblastí, hluboko v horách si skřeti postavili velký tábor. Nachází se tu také jeden z velkých dolů s rudou - Svobodný důl. Přístup k němu je nyní ale velmi složitý a vede přes zamrzlou oblast, kterou má na svědomí ledový drak a přes horské průsmyky. Vedle zamrzlé oblasti se nachází dva doly. Starý důl je největší ze všech v údolí a nyní je pod kontrolou Beliára. Menší z nich mají na starosti paladinové. Vedle se ještě nachází mohutný jeskynní systém obývaný skřety a ústící až v Údolí stínů. Mezi tímto jeskyním komplexem a novým táborem bratrstva se ještě nachází úzký průsmyk, který vede do části ostrova s městem Khorinis. Za dob bariéry byl průsmyk hojně využíván pro výměnu rudy za potraviny a další nezbytné věci pro kopáče. Kousek od hradu se ještě nachází menší bažina kde se usídlil jeden z draků.
Údolí má velmi bohatou historii. Do povědomí království se nejvíce zapsalo kvůli magické rudě, která se zde těží v několika dolech. Kopáčem chtěl být dobrovolně málokdo, takže musel král Rhobar II. povolat své nejlepší mágy, aby vytvořili kolem údolí magickou bariéru, která by kopáčům zabránila v útěku. Kvůli mocné síle arcidémona spáče se však bariéra zvětšila mnohem více než se plánovalo. Deset let bylo díky tomu údolí chráněno před válkou se skřety. Spáč se ale s pomocí bezejmenného hrdiny vrátil do své dimenze a bariéra padla. Údolí ihned obsadila část skřetí armády. Kdo neutekl dostatečně rychle byl buď zabit nebo zajat příchozími paladiny, kteří se nyní snaží v údolí nastolit pořádek a obnovit dodávky magické rudy do království. Objevila se tu také Beliárova armáda vedená draky, kteří pořádají nálety na hrad obsazený paladiny. Draci zároveň výrazně přetvořili ráz krajiny a tak už Hornické údolí rozhodně nevypadá jako dřív...

### Starý důl
Je to největší důl v Hornickém údolí a možná i v celém království. Nachází se nedaleko zamrzlé oblasti. Za dob magické bariéry byl využíván královstvím, po zhroucení části hlavní štoly byl však opuštěn a nyní v něm dolují Beliárovi přívrženci pro jeho armádu. V dole je velké množství důlních červů a před vstupem do dolu se usídlila skupinka trollů.

### Jarkhendar
Jedná se o obří, starodávné město, které je dnes už téměř zapomenuto. Dříve to bylo hlavní město vzkvétající civilizace, která však naštvala jinak mírného boha Adanose a ten na město poslal obří povodeň. Z původních obyvatel pravděpodobně nikdo nepřežil a většina staveb se za staletí rozpadla. Jenom několik chrámu ve městě ještě odolává erozi. Největší z nich obsadili banditi a zřídili si v něm tábor. Jejich vůdce se stal bývalý rudobaron Raven. Kromě chrámů se v Jarkhendaru nachází ještě velká knihovna učenců. Dnes jí okupují skřeti a kolem ní se vytvořila poušť. Město sahá až na pobřeží, kde si piráti postavili svůj tábor, který vede kapitán Greg. Celé město je vlivem dávné potopy velmi rozvrásněné a některá údolí jsou stovky metrů hluboká. V prohlubni ve vnitrozemí kousek od banditů se také vytvořila velká bažina. Centrum města pak tvoří velké náměstí, kterému vévodí tajemná pyramida. Byl tu údajně také viděn zlatý drak.

## Guildy
V Gothic II si lze vybrat mezi jednou ze tří hlavních uskupení - paladiny, mágy ohně a nebo žoldáky. S Návraty přibyli nově mágové vody, temní mágové a bratrstvo (věřící ve Spáče v Gothic). Kromě "hlavních" guild se může hrdina přidat ke spoustě dalších jako jsou vrahové, piráti, zloději, obchodníci, strážci, banditi, lovci, atd. Hra je nyní také benevolentnější k úkolům pro ostatní frakce. Hrdina už může například za žoldáka plnit některé úkoly pro paladiny a podobně.

### Vrahové
Cech vrahů je malá, ale velmi nebezpečná organizace působící především ve městě Khorinis. Zaměřuje se na zabíjení lidí na zakázku, ale má i vlastní cíle. Vůdce vrahů Asmal i jeho společníci úzkostlivě tají svou identitu. Kapitán místní městské stráže Lord Andre po nich totiž samozřejmě tvrdě pátrá.

### Zloději
Největší nepřátelé městských stráží jsou rozhodně zloději. Už dávno vypsal Lord Andre na všechny zloděje tučnou odměnu a neustále se snaží vypátrat jejich sídlo. Nedávno kvůli nim dokonce podnikl velkou razii v přístavní čtvrti. Zloději mají tajný signál, podle kterého poznají nové členy cechu. Pokud nějaký měšťan udá zloděje, neštítí se ho ostatní členové pomstít. Udaného zloděje už si snadno odchytí městská stráž a putuje do Khoriniského vězení. Vůdcem zlodějů je Cassia.

### Obchodníci
Členové cechu obchodníků táhnout za jeden provaz a navzájem si nekonkurují. Jsou to obchodníci Matteo, Sarah, Jora, Salamandril, Najdzel, Erol a jejich vůdce Lutero. Navzájem si také pomáhají s dodávkami zboží a řeší společně problémy s ostatními obchodníky. Dalším členům cechu pak nabízí své nejlepší zboží, které by ostatním zájemcům neprodali.

### Lovci
Tábor lovců se nachází v malém údolí pod Bengarovou farmou. Jejich vůdce je Falk. Pokud se chce ale člověk stát lovcem, musí nejprve ostatním členům dokázat, že je užitečný a ti pak pro něj pak utrousí slovo u Falka. Lovci jsou velmi soutěživí a rádi se předhání kdo v lesích uloví vzácnější zvíře. Disponují také velmi dobrými luky.

### Strážci
Říkají si strážci a jsou členové velmi tajemné organizace s nejasnými plány. Vyhýbají se pozornosti a tak je těžké některého z členů najít. Obvykle přebývají v síních strážců, které jsou ukryty na neznámém místě a lze se do nich dostat jedině teleportací. Jako své hlavní sídlo ale považují legendární síně Wakhana. Strážci jsou rozděleni na bojovníky (haradrimy) a mágy a v případném boji jsou velmi silní. Podle některých jsou navíc nesmrtelní. Strážce vede válečník Stonnos.

## Vlastnosti a dovednosti
S novým datadiskem přibyly i nové vlastnosti a některé staré byly upraveny. Největší novinkou je implementace výdrže, která především ze začátku hry výrazně ovlivňuje výsledek soubojů. Pokud už totiž hrdina nemá žádnou výdrž, začne mu každé máchnutí meče ubírat životy a může dokonce umřít na vyčerpání. Větší novinkou je také inteligence, která má vliv na sílu kouzel a šanci na výmluvu při krádežích. Při vymlouvání je ještě potřeba umět dovednost řečnictví. K dalším dovednostem patří např. výroba šípů, kutání magické rudy, démonologie a znalost jazyka démonů. Bezejmenný hrdina si nyní také musí dát pozor, jak je na tom s přízní u Innose a Beliára. Pokud má například u Innose negativní karmu, na modlení u jeho svatyní může rovnou zapomenout.

### Řečnictví
Umění skvěle řečnit se hodí především při zkažených krádežích. Bezejmenný hrdina má 5 - 100% šanci, že se z krádeže úspěšně vymluví. Záleží na jeho inteligenci.

### Výroba šípů
S dovedností vyrábět šípy hrdina ušetří velké množství peněz. Především pak za lučištníka nebo kušníka. Stačí mu podstavec na řezání a pilka. Na třicet šípů bude potřebovat jeden ocelový ingot, v případě šipek pak dva. Se svěcenou vodou a návodem jak na to si bude moci hrdina vyrábět i posvěcené šípy a šipky.

### Kutání rudy
Stejně jako kutáním zlata získáte zlatý nuget, nyní můžete získávat i magickou rudu. Schopnost lze mít osvojenou od 5 do 100% a určuje šanci na počet vykutané rudy. Zkušenější kopáč také ví, jak má kopnout a nespotřebuje tak tolik výdrže.

### Výdrž
Hrdina má nyní nově také určitou výdrž. Ze začátku jí má velmi málo a několik máchnutí mečem ho naprosto vyčerpá. Vyčerpaný hrdina se pak při boji sám zraňuje a při dlouhém boji může dokonce zemřít. S větší vydrží tedy zvládne hrdina i delší boje. Pokud je vyčerpaný, může si energii dobýt dlouhým spánkem a nebo speciální rostlinou či lektvarem. Výdrž ubývá také při kutání. Tam je ale především potřeba, aby byl hrdina zkušený kopáč. Také samozřejmě platí, že s čím těžší zbraní bezejmenný hrdina máchá, tím více vyčerpávající to pro něj je.

### Inteligence
Inteligentnější mágové dokáží stvořit silnější kouzla, která ubírají nepříteli mnohem více životů. Proto, pokud se stane bezejmenný hrdina mágem, je důležité rozvíjet také jeho inteligenci čtením knih a listin a nebo učením se nových dovedností. Chytrý člověk má navíc také mnohem větší šanci na vymluvení z krádeže.

### Sakta Nomen
Tuto speciální schopnost mohou získat pouze stoupenci Beliára - Nekromanti. Pokud dojde mágovi mana a má dostatek životů, může dál kouzlit většinu kouzel magie temnoty výměnou za své životy.

### Démonologie
Dovednost vyvolávání démonů může ovládnout pouze nekromant. S tímto uměním si může vyrábět u runového stolu runy přivolání démona, které ale budou stejně jako svitky jen na jedno použití. Stačí mít runový kámen a srdce démona. S pokročilými znalostmi této schopnosti pak lze vyrábět i runy vyvolávající samotné pány démonů.

### Jazyk Démonů
Jedná se o jazyk, ve kterém mluví všechna stvoření z Beliárovi říše. Jsou v něm také napsány některé písemnosti. Rozhodně se hodí tento jazyk umět, protože ve hře se docela často používá.

## Nepřátelé
Nepřátel je nyní na ostrově podstatně více. Svoje řady nejvíce rozšířili skřeti. Z několika stovek jich je nyní několik tisíc. Především v okolí hradu v Hornickém údolí se nyní vylodila celá armáda. Inteligence skřetů byla navíc změněna a už je nelze po jednom odlákávat. V některých lokacích také přibylo velké množství nemrtvých. Do hry bylo přidáno i několik zbrusu nových nepřátel (želva, slokers) a někteří byli značně upraveni (pátrači, kostlivcoví mágové, skřetí šamani). Ve hře je nyní také mnohem víc unikátních monster. Všechny tyto změny bohužel také přispívají k nevyváženosti hry.